# برين (آن)
برين (بالفرنسية: Brens)‏ هي بلدية فرنسية تقع في إقليم الآن في فرنسا. رمز إنسي لها هو:1061. أما الرمز البريدي لها فهو: 1300.